# Кутепова Милиця Михайлівна
Милиця Михайлівна Куте́пова (нар. 21 грудня 1917, Одеса — пом. 8 грудня 2000, Одеса) — українська радянська скульпторка; членкиня Спілки «Рабіс» з 1935 року, Спілки художників Узбекистану з 8 січня 1943 року та Спілки радянських художників України.

## Біографія
Народилася 21 грудня 1917 року в місті Одесі (нині Україна) у сім'ї службовця. Після закінчення семирічної школи упродовж 1931—1935 років навчалася Одеському художньому училищі. Отримала спеціальність художниці-керамістки. 1935 року поступила на скульптурний факультет Київського художнього інституту. Через початок німецько-радянської війни у 1941 році, навчання закінчила у 1942 році у Самарканді, де знаходився Київський інститут як українське відділення при Московському державному художньому інституті. Була ученицею Макса Гельмана та Олександра Матвєєва. Дипломна робота — гіпсова скульптурна група «Клятва».
Протягом 1947—1978 років працювала в скульптурній майстерні Одеського художнього фонду. Жила в Одесі в будинку на вулиці Комсомольській/Старопортофранківській, № 12, квартира № 49. Померла в Одесі 8 грудня 2000 року.

## Творчість
Працювала в галузі станкової та монументальної скульптури. Серед робіт:
композиції
- «Клятва партизана» (1942);
- «Про бої, згарища…» (1946);
- «Бойова пісня» (1946, гіпс);
- «Мати» (1947);
- «Тривога» (1948);
- «Хлопчик із рибою» (1958);
- «Тривалі канікули» (1959);
- «Володимир Ленін із дітьми» (1965, бетон);
- «Хліб-сіль» (1970, бетон);
- для дитсадка в Умані (1971);
- фонтану дитсадка радгоспу «Ангарський» Іркутської області (1972);

портрети
- «Коля» (1952);
- «Дівчата» (1953);
- «Тетянка» (1955);
- «Люся» (1957);
- «Дівчинка» (1961);
- портрет знатної ткалі О. Пирогової (1961);
- «Одеський школяр-герой Яків Гордієнко» (1972).

пам'ятники

Пам'ятник Миколі Зайновському.

- Якову Свердлову у селі Свердловому Одеської області (1956, бетон тонований; співавторка Тетяна Стась);
- Герою Радянського Союзу Миколі Зайновському у селі Добрянці Кіровоградської області (1958);

інше
- надгробок В. Волошину (1949);
- барельєф «1905 рік» (1952, металізація бетону бронзою).

Брала участь у республіканських виставках з 1947 року, всесоюзних — з 1957 року.
Окремі роботи зберігаються в Одесському історико-краєзнавчому музеї.